# George Mason

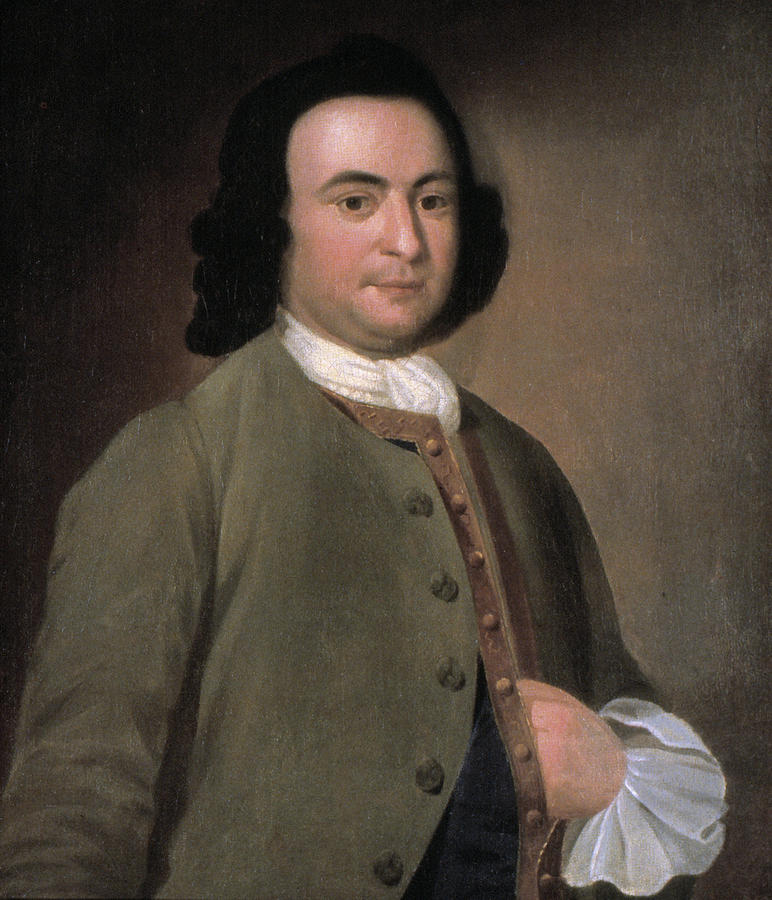
George Mason (Dominic W. Boudet; Original 1750 von John Hesselius)

George Mason IV (* 30. Novemberjul. / 11. Dezember 1725greg. vermutlich auf Mason Neck, Colony of Virginia; † 7. Oktober 1792 in Gunston Hall, Fairfax County, Virginia) war ein US-amerikanischer Politiker.
Nachdem er die ersten fünf Jahrzehnte seines Lebens eher zurückgezogen lebte, wurde er einer der führenden Politiker Virginias. Die größte Errungenschaft seiner politischen Karriere war die Virginia Declaration of Rights von 1776. Sie gilt als ein Kernstück der Amerikanischen Aufklärung und Revolution. Während des Verfassungskonventes wollte er eine stärkere Nationalregierung schaffen. Das Endergebnis, die heutige Verfassung der Vereinigten Staaten, enttäuschte ihn allerdings. Als einer der Anführer der Anti-Föderalisten führte er einen erfolglosen Kampf gegen ihre Ratifikation.
Warum er Anti-Föderalist wurde, ist in der Forschung umstritten. In älteren Werken werden als Beweggründe oft seine Opposition gegen die Beibehaltung des Sklavenhandels (obwohl Mason als Pflanzer selbst auch Sklaven hielt) und das Fehlen einer Bill of Rights genannt. In der neueren Forschung wird hingegen seine allgemeine Kritik am neuen amerikanischen Regierungssystem sowie das von ihm wahrgenommene Ungleichgewicht zwischen Nord- und Südstaaten betont.

## Leben

### Frühe Jahre
Die im nördlichen Virginia ansässige Familie Mason führt sich auf George Mason I (* 1629; † 1686), einen laut Familientradition wegen des Bürgerkriegs Mitte des 17. Jahrhunderts aus England geflohenen Kavalier, zurück und war fester Bestandteil der örtlichen Pflanzer-Gentry. George Mason IV wurde 1725 als erstes Kind von George Mason III (* 1690; † 1735) und dessen Frau Ann Thomson (* vor 1700; † 1762), der einzigen Erbin einer ebenso wohlhabenden Familie, geboren. Sein Geburtsort ist unklar, liegt jedoch vermutlich auf der Halbinsel Mason Neck. Nach dem Unfalltod seines Vaters bei einem Schiffbruch ging seine Mutter entgegen der gesellschaftlichen Erwartungen keine zweite Ehe ein, sondern zog sich mit dem neunjährigen Mason und seinen jüngeren Geschwistern auf das Anwesen der Thomsons zurück. Dort erwies sie sich als erfolgreiche Kauffrau, die das Erbe ihrer Kinder sicherte und expandierte.

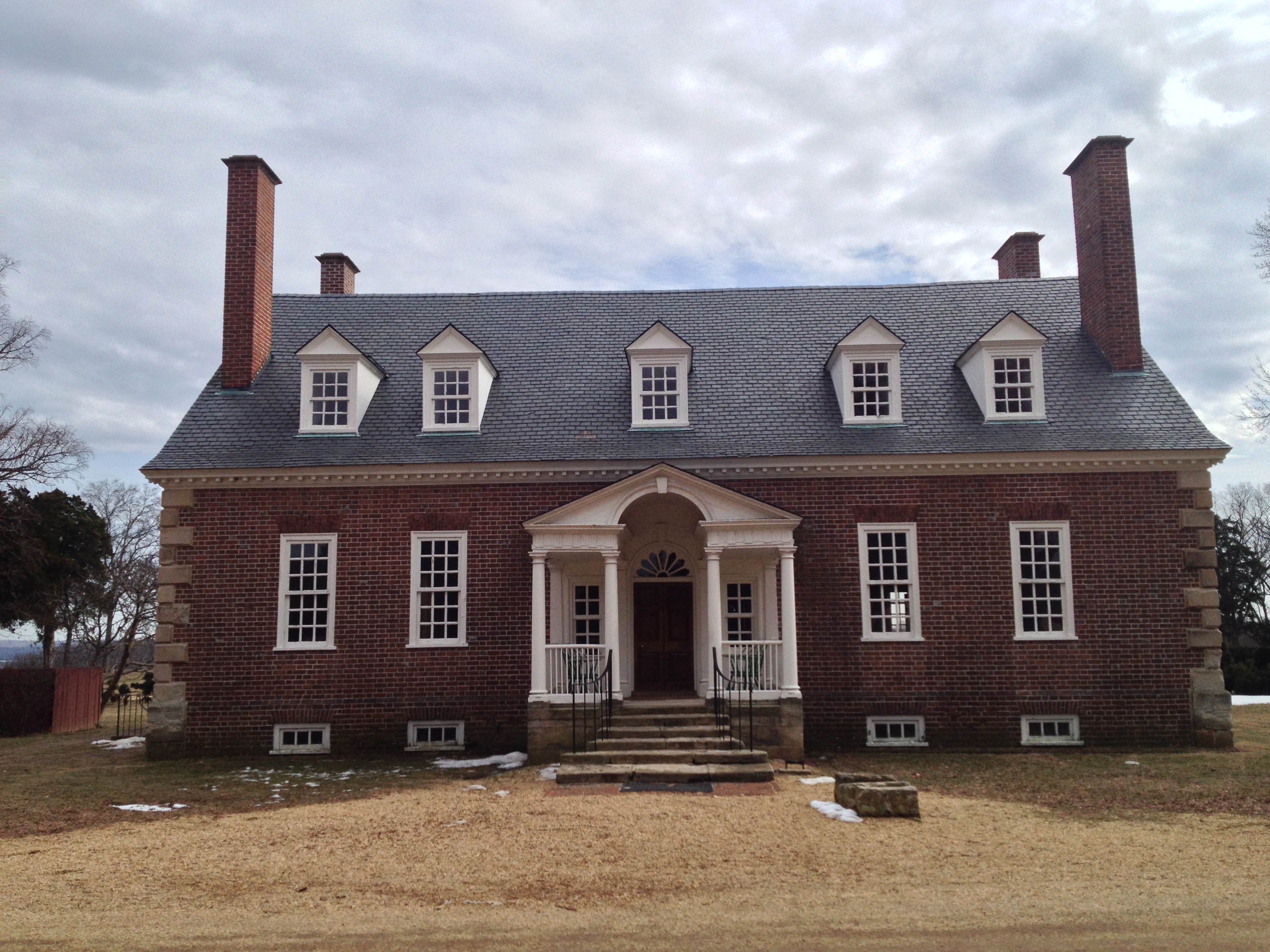
Gunston Hall

Über Masons frühe Leben ist nur wenig bekannt. Wahrscheinlich erwarb er seine Bildung primär nicht durch den Schulbesuch, sondern autodidaktisch mithilfe der umfassenden Büchersammlung seines Onkels und Vormunds, des Anwalts John Mercer. Im Gegensatz zu seinem Bruder Thomson Mason entschied er sich jedoch dagegen, in die Fußstapfen des Onkels zu treten, und bereitete sich stattdessen auf ein Leben als Plantagenbesitzer vor. Am 4. April 1750 heiratete Mason die sechzehnjährige Ann Eilbeck. Ihre Ehe war allem Anschein nach glücklich. Sie hatten insgesamt neun Kinder, die das Erwachsenenalter erreichten. Vier Jahre nach der Eheschließung begann er den Bau des Herrenhauses Gunston Hall. Mason lebte trotz seiner Tendenzen zum Abolitionismus von der Arbeit afroamerikanischer Sklaven. Zudem assoziierte er sich mit der Ohio Company of Virginia, deren Interessen er später auch politisch vertrat. Des Weiteren engagierte er sich als Laie in seiner anglikanischen Ortskirche. Die Unabhängigkeit der Kirchen in British America gilt unter einigen Historikern als einer der Gründe für den Einsatz der Gründerväter für Grundrechte wie die Religionsfreiheit. Als wohlhabender Mann übte Mason wie von ihm erwartet mehrere lokale Ämter aus, darunter als Justice of the Peace (1747–1752) und Abgeordneter (Burgess) im House of Burgesses (1758–1761). Er nahm diese allerdings nicht ernst und nahm fast nie an den Sitzungen teil. Der Tod seiner Frau 1773 in Folge einer Fehlgeburt erschütterte Mason tief. Er heiratete erst sieben Jahre später erneut, für damalige Verhältnisse ungewöhnlich spät.

### Weg in die Amerikanische Revolution
In Folge des Siebenjähriges Krieges entschied sich die britische Krone, die Kontrolle über ihre nordamerikanischen Kolonien zu festigen und die bisher sehr niedrigen Steuern der Kolonisten zu erhöhen, zunächst mit dem Sugar Act 1764 und ein Jahr später mit dem Stamp Act. Schnell bildete sich unter den Kolonisten der Konsens, dass diese Gesetze rechtswidrig seien. Mason beteiligte sich am Widerstand der Kolonisten und verfasste einen Brief an seine Nachbarn George Washington und George William Fairfax, den Delegierten vom Fairfax County im House of Burgesses. In dem Brief zeigte er ein Schlupfloch im Stamp Act auf, das sich die Kolonisten zunutze machen konnten. Sein Biograf Jeff Broadwater hebt die Präambel hervor, in der Mason die Institution der Sklaverei als schädlich für die Weißen verurteilte. Die Proteste zwangen das Britische Parlament Anfang 1766, den Stamp Act wieder zurückzunehmen.

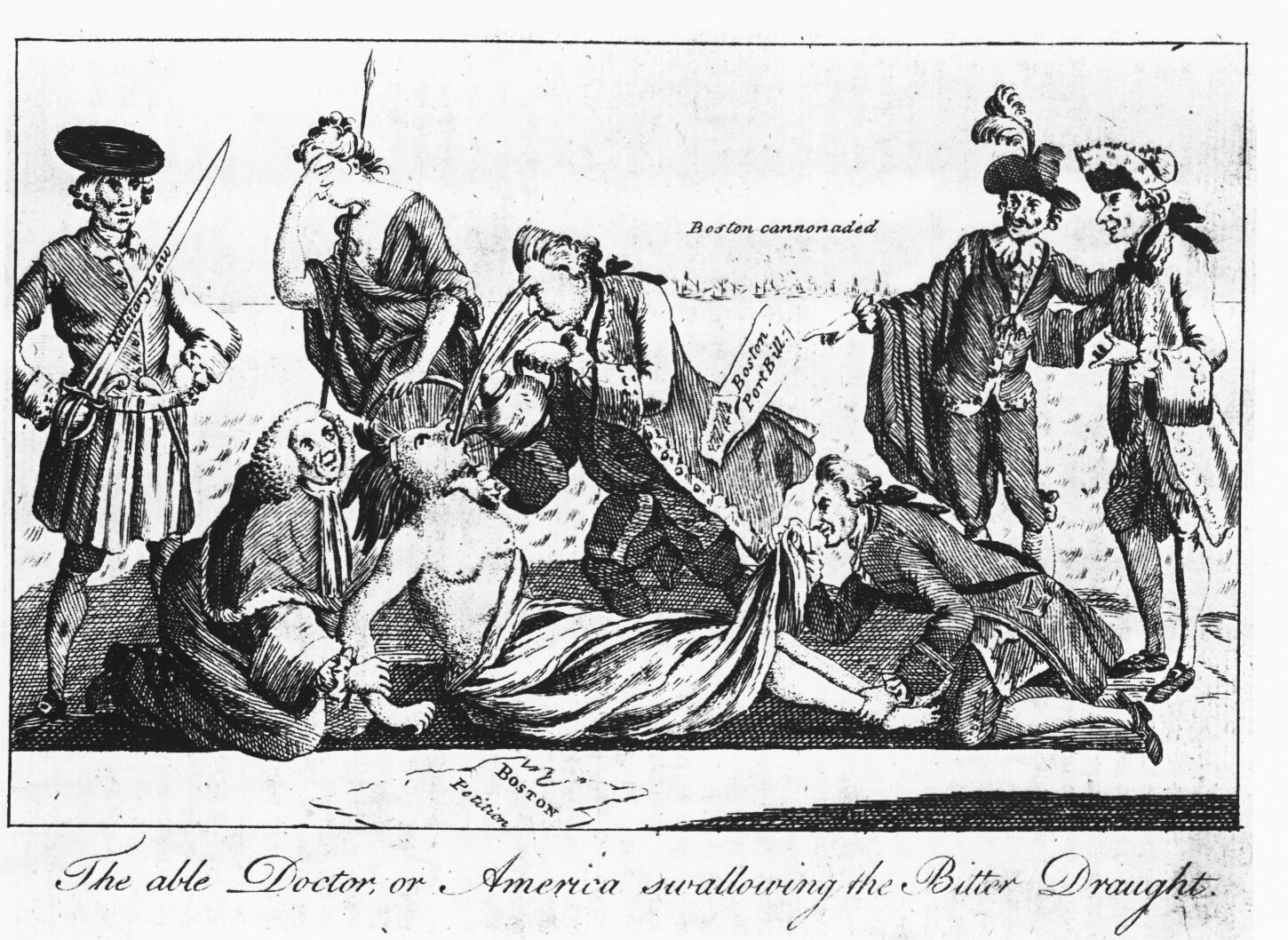
Die Briten vergewaltigen eine Personifizierung Bostons (Zeitgenössische Karikatur)

1774 spitze sich die Situation mit den „Intolerable Acts“ weiter zu. Mason engagierte sich gemeinsam mit Washington in einem Protestkomitee im Fairfax County, aus dessen Arbeit im Juli 1774 die großenteils aus der Feder Masons stammenden Fairfax Resolves hervorgingen. In diesen versprach er zwar Königstreue, warf dessen Ministern allerdings Tyrannei vor. Gemäß den „Rights of Englishmen“ dürfe ein Parlament, in dem die Kolonisten nicht vertreten seien, diese nicht besteuern (No taxation without representation). Er rief die Kolonisten zum erneuten Boykott britischer Exportgüter und zur Einrichtung eines Kontinentalkongresses auf, um sich vor dem Britischen Weltreich zu schützen. Ähnliche Beschlüsse sind in etwa dreißig virginischen Countys bekannt, doch hatten die Fairfax Resolves den größten Einfluss. Als Mitglieder des Committee of Safety von Fairfax County (zu Deutsch etwa Sicherheitskomitee), der Übergangsverwaltung der Countys, organisierten Mason und Washington erste Milizen zum Schutz gegen die Briten.

### Virginia Convention

#### Dritte und Vierte Sitzung
Der Amerikanische Unabhängigkeitskrieg brach am 19. April 1775 mit den Gefechten von Lexington und Concord aus. Auf Empfehlung seines Vorgängers Washington, der das Kommando der Kontinentalarmee übernommen hatte und deshalb zurückgetreten war, wurde Mason zum Mitglied der Virginia Convention gewählt. Diese diente dem späteren Bundesstaat sowohl als Übergangsregierung als auch als Verfassungskonvent. Er gewann bald an Macht und Einfluss und war maßgeblich an der Kriegspolitik beteiligt. Angebote, Virginia im Zweiten Kontinentalkongress zu vertreten, lehnte er mehrfach ab. Er müsse sich um seine schwache Gesundheit und seine neun mutterlosen Kinder kümmern. Vermeiden konnte er dennoch nicht, in das Committee of Safety von Virginia gewählt zu werden, das zwischen Sitzungen der Virginia Convention die Regierungsgeschäfte übernahm.
Mason nahm wegen einer immensen Frustration über die Regierungsgeschäfte nur ein Mal an einer Sitzung des Committee of Safety und gar nicht an der vierten Sitzung der Virginia Convention teil. Der Historiker Jeff Broadwater spekuliert über eine mögliche Depression. Den Winter 1775/76 verbrachte er mit der Arbeit im Committee of Safety des Fairfax County.

#### Virginia Declaration of Rights

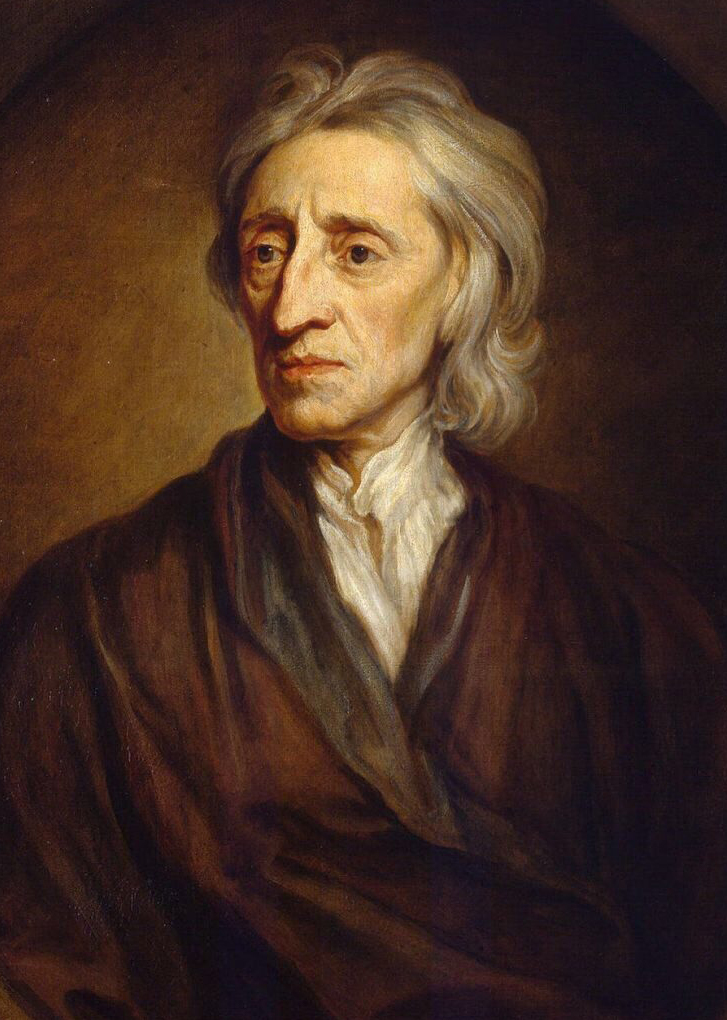
John Locke beeinflusste als Vertreter der Aufklärung die Declaration of Rights maßgeblich (Godfrey Kneller, 1697)

Die fünfte Sitzung der Virginia Convention, in der eine neue virginische Verfassung bestimmt werden sollte, erreichte Mason nach einer knappen Wahl erst zwei Wochen nach deren Konstituierung. Als Präambel zur Verfassung entwarf er die Virginia Declaration of Rights, in der er den Bürgern Virginias eine freie, demokratische Gesellschaft zusicherte. Die älteste bekannte Fassung beginnt mit der Festlegung einiger republikanischer Grundprinzipien in den ersten fünf Artikeln: Er definiert die Grundrechte des Lebens, der Freiheit, des Eigentums und des Strebens nach Glück und Sicherheit, die Volkssouveränität, die Gewaltenteilung und freie Wahlen. Eine Erbaristokratie lehnt er explizit ab. Darauf nennt er eine Reihe an Maßnahmen zum Schutz der Bürgerrechte, darunter ein Verbot illegaler Enteignungen, das Aussageverweigerungsrecht sowie ein Recht auf ein schnelles Verfahren vor einer Jury. Artikel neun beinhaltet die Religionstoleranz, da die „Pflicht, die wir unserem göttlichen und allmächtigen Schöpfer schulden“ (englisch the Duty which we owe to our divine and omnipotent Creator) nur dem Verstand und dem Gewissen eines jeden Einzelnen gehorche. Eine Trennung zwischen Staat und Kirche sah Mason allerdings noch nicht vor. Damit folgte er dem Beispiel der Toleranzakte von 1689 und John Lockes Brief über die Toleranz. Dieser Artikel beinhaltet außerdem einen Aufruf zur christlichen Nächstenliebe. Die letzten beiden Artikel behandelten die Pressefreiheit und ein Rückwirkungsverbot für Gesetze.
Das Dokument wurde daraufhin von einem Komitee überarbeitet. Neben einigen Stiländerungen – zum Beispiel wurde aus dem „göttlichem und allmächtigem Schöpfer“ ein einfacher „Schöpfer“ – wurden sechs neue Artikel hinzugefügt. Mason beanspruchte später die Autorenschaft vier dieser Artikel. Dazu gehörten unter anderem das Wahlrecht unter Bedingung des dauernden Interesses und der Verbundenheit mit der Allgemeinheit (englisch permanent common interest with, and attachment to, the community), ein Verbot übermäßiger Kautionen und grausamer und ungewöhnlicher Bestrafungen sowie die Einrichtung einer Miliz an Stelle eines Stehenden Heeres.
Am 29. März 1776 begann die Virginia Convention eine erneute Revision. Der erste Kritikpunkt war die Erklärung der Gleichheit und Freiheit aller Menschen; laut dem Delegierten Robert Carter Nicholas Sr. sei dies angesichts der Sklaverei absurd. Gelöst wurde das Problem von Edmund Pendleton: Für Grundrechte müsse man Teil einer Gesellschaft sein – angeblich „wilde“ Afroamerikaner ließ das außen vor. Auf Veranlassung von Patrick Henry wurde auch das Rückwirkungsverbot entfernt. Des Weiteren schlug der jüngste Delegierte, der spätere Präsident James Madison, eine Umformulierung des Artikels 16 zur Religionstoleranz vor; man solle alle Menschen ohne Einschränkungen zur freien Religionsausübung „berechtigen“ (englisch all men are equally entitled to the free exercise of religion). Es sei nicht genug, sie nur zu tolerieren. Das würde nämlich bedeuten, dass der Staat die Religionsfreiheit auch jederzeit wieder einschränken könnte. Madisons fortschrittliches Verständnis der Trennung zwischen Staat und Kirche ging für das Virginia des späten 18. Jahrhunderts jedoch zu weit. Die zweite Hälfte seines Vorschlags, der der staatlichen Förderung der Kirchen ein Ende bereitet hätte (disestablishment), wurde von den Delegierten gestrichen. Nachdem zwei Artikel zu einem zusammengefasst worden waren, verabschiedete die Virginia Convention am 12. Juni die 16 Artikel der Virginia Declaration of Rights.

#### Verfassung von Virginia
Die erste Verfassung von Virginia stammte ebenfalls aus Masons Feder. Auf Basis der Gewaltenteilung gab es ein Zweikammerparlament als Legislative, einen Gouverneur, einen Attorney General, einen State Treasurer und einen achtköpfigen Gouverneursrat („Council of State“) als Exekutive und die Richter des Obersten Gerichtshofs von Virginia als Judikative. Es galt ein Zensuswahlrecht, in dem das Unterhaus (House of Delegates) direkt und das Oberhaus (House of Senators) mit einem Wahlmännerkollegium gewählt wurden. Mason knüpfte das passive Wahlrecht im Unterhaus an ein Alter von 24 Jahren und einen Landbesitz in der Höhe von £1000; im Oberhaus an ein Alter von 28 Jahren und einen Landbesitz in der Höhe von £2000. Die Amtszeit der Abgeordneten im Oberhaus war auf jeweils vier Jahre beschränkt, worauf man erst vier Jahre später erneut kandidieren konnte. Die beiden Kammern wählten gemeinsam die Mitglieder der Exekutive. Das Unterhaus könnte diese wiederum des Amtes entheben. Der Gouverneur diente drei einjährige Amtszeiten und konnte daraufhin nach drei Jahren erneut kandidieren. Im Vergleich zu den anderen Regierungsorganen war das House of Delegates das stärkste, da es alleine Gesetzesvorschläge initiieren durfte.
Das Komitee lehnte die von Mason angestrebte Liberalisierung des Wahlrechts, Eigentumsvorschriften für das Parlament und das Wahlmännerkollegium ab. Stattdessen führte es das Amt des Secretary of State, ein neues Gerichtssystem und ein Wahlsystem für die Delegierten Virginias in den Kontinentalkongress ein. Der Konvent fügte unter anderem hinzu, dass kein Geistlicher Mitglied des Parlaments oder des Gouverneursrates werden dürfe und ratifizierte die neue Verfassung am 29. Juni 1776.

### Virginia House of Delegates

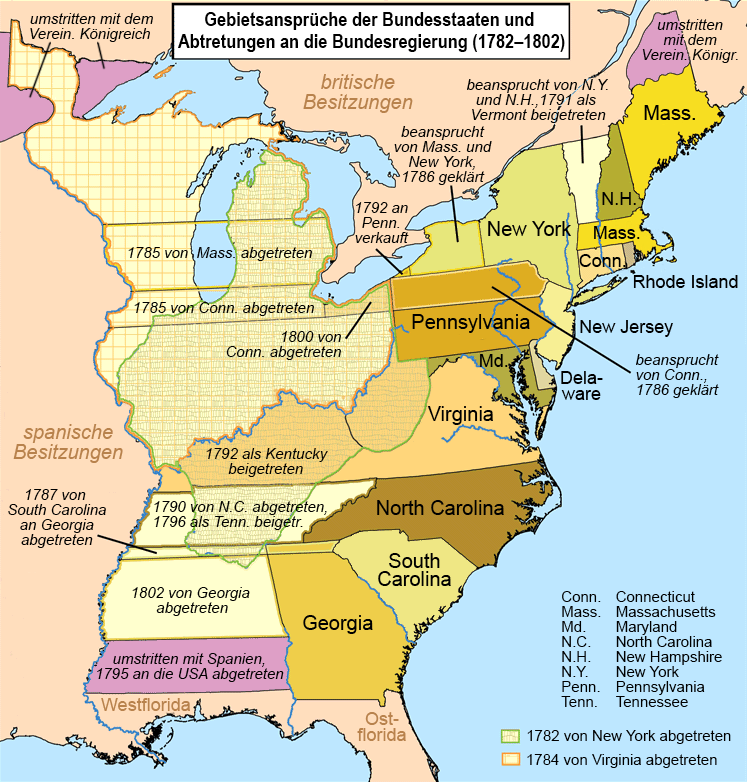
Amerikanische Bundesstaaten und deren Gebietsansprüche (1782–1802)

Nachdem der Grundstein für eine neue Regierung gelegt worden war, wurde Mason 1776 Mitglied im House of Delegates. Die meiste Zeit als Abgeordneter widmete er der Kriegspolitik. Den von Thomas Jefferson, George Wythe und Edmund Pendleton initiierten Reformen zur vollständigen Revision der virginischen Gesetzgebung gemäß neuer freiheitlich-demokratischer Ideale stand er wohlwollend gegenüber. Tatsächlich war er anfangs selbst ein Mitglied ihres Komitees, trat allerdings schon bald zurück. Die zahlreichen Dissenter Virginias zogen aus der Declaration of Rights die Folge, dass gemäß dem 16. Artikel der Staat von der Anglikanischen Kirche getrennt werden müsse (disestablishment). Ihre Petitionen erfuhren zwar die Unterstützung solcher Reformer wie Jefferson und Mason, fanden allerdings keine Mehrheiten. Es wurde nur die Kirchensteuer, von der ausschließlich die Anglikanische Kirche profitierte, ausgesetzt. Auch Jeffersons Virginia Statute for Religious Freedom scheiterte zunächst, ebenso die von den Konservativen vorgeschlagene Kirchensteuer, die alle Konfessionen hätte unterstützen sollen. Mason spielte in den Parlamentsdebatten der 1770er über die Trennung zwischen Staat und Kirche eine entscheidende Rolle. Zwar war er ein Unterstützer des disestablishment, doch ebnete er mehrfach den Weg für wegweisende Kompromisse.
Die Landrechte westlich der Appalachen waren in den 1780ern konfus geregelt; Ansprüche verschiedener Siedler, Veteranen, Landunternehmen, Indianervölker und Bundesstaaten überlappten und widersprachen einander. Große Staaten beanspruchten gemäß ihren Kolonialchartas (Kolonialverfassungen) weite Flächen über den gesamten nordamerikanischen Kontinent, weshalb die kleineren Küstenstaaten sich benachteiligt fühlten. Mason arbeitete einen Kompromiss heraus: Im Gegenzug für Landschenkungen an virginische Veteranen und die Nichtigerklärung von Käufen von Indianervölkern übertrug Virginia seine Ansprüche an die Bundesregierung. Auf Treiben von Joseph Jones – Mason blieb wegen eines Gichtanfalls in Gunston Hall – verabschiedete das House of Delegates diese Vorschläge. Zuvor hatte dies schon der Kontinentalkongress getan, es jedoch abgelehnt, Käufe von Indianerstämmen für nichtig zu erklären.
Angebote, in den mittlerweile nahezu bedeutungslosen Kontinentalkongress einzuziehen, lehnte Mason mehrfach aus gesundheitlichen und privaten Gründen ab. Am 11. April 1780 ging er eine Vernunftsehe mit der etwa gleichaltrigen Sarah Brent ein, einer Tochter des Familienfreundes George Brent. Er verließ das House of Delegates 1781. Der Unabhängigkeitskrieg endete einige Monate später de facto mit der Schlacht von Yorktown und de jure 1783 mit dem Frieden von Paris.
Außerparlamentarisch engagierte er sich 1785 an der Debatte um einen kontroversen Vorschlag für eine neue Kirchensteuer, die „assessment bill“. Dieser hätte alle Kirchen unabhängig von ihrer Konfession unterstützt. Reformer und Dissenter lehnten das Gesetz ab, weshalb sie in den Parlamentswahlen 1785 viele seiner Unterstützer abwählten und etwa 80 Petitionen mit insgesamt 11.000 Unterschriften einreichten. Das heute bekannteste ist Madisons Memorial and Remonstrance against Religious Assesments, welches von Mason enthusiastisch gefördert und verbreitet wurde. Wie viele weitere der Petitionen bezog sich Madison direkt auf Masons Declaration of Rights. 1786 zog Mason für eine Amtszeit erneut ins House of Delegates ein. Madison hatte nämlich vorgeschlagen, zur einfacheren Zollkontrolle nur einige wenige virginische Hafenstädte dem Außenhandel zu öffnen. Dieses Gesetz wollte er verhindern, da es nur lasterhafte Großstädte entstehen lassen würde.

### Verfassungsdebatte

#### Verfassungskonvent

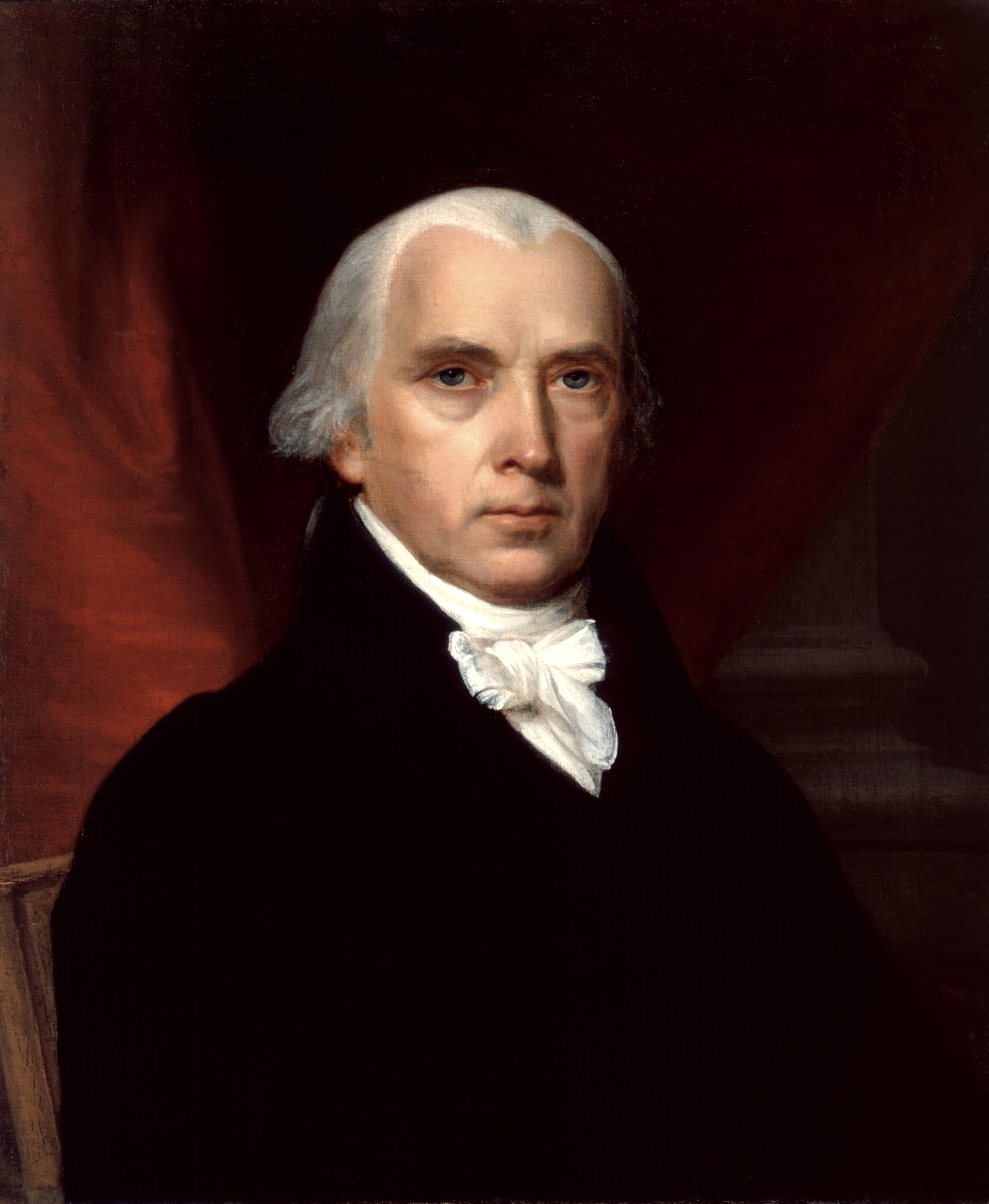
James Madison (John Vanderlyn, 1816)

Durch die Konföderationsartikel fehlte es der Bundesregierung an Einnahmen und damit an Macht, sodass sie von den Bundesstaaten oftmals schlicht ignoriert wurde. Virginia berief daher 1785 die Mount Vernon Conference und ein Jahr später die Annapolis Convention, um unabhängig von der Bundesregierung den Handel zwischen den Bundesstaaten zu regeln. Nach dem Scheitern der letzteren beriefen die Föderalisten Madison und Alexander Hamilton einen erneuten Konvent zur Reform der Konföderationsartikel. Der Schock der Shays’ Rebellion überzeugte alle Bundesstaaten von ihrer Notwendigkeit. Virginia entsandte Madison, Washington, Edmund Randolph, George Wythe, John Blair und Mason zu dem Konvent, der ab dem 25. Mai in Philadelphia in der Independence Hall tagte.
Sie einigten sich im Vorfeld des Konvents auf den von Madison entworfenen Virginia-Plan, den Randolph in Philadelphia vorstellte. An Stelle einer einfachen Reform sollten die Konföderationsartikel komplett durch eine neue Verfassung ersetzt werden. Es sollte eine Exekutive, Judikative und eine Legislative aus zwei Kammern – dem Repräsentantenhaus und dem Senat – geben. Diese hätten gegenüber den Bundesstaaten deutlich mehr Macht als der Konföderationskongress. Besonders zu Beginn des Konvents schien Mason mit großen Teilen dieses Planes einverstanden gewesen zu sein. Meist zeigte er sich als ein eher moderater Föderalist und Republikaner. Beispielsweise verteidigte er die direkte Wahl des Repräsentantenhauses durch das Volk, unterstützte hingegen die indirekte Wahl des Senats durch die State Legislatures. Außerdem sprach er sich erfolglos gegen den Vorschlag des Gouverneur Morris aus, das Wahlrecht an Grundbesitz zu binden.
Gegenmodell zum Virginia-Plan war der New-Jersey-Plan des Delegierten aus New Jersey William Paterson, der die Konföderationsartikel nur maßgeblich reformieren wollte. Dabei sollte die Einkammerlegislative mit gleicher Vertretung aller Bundesstaaten beibehalten werden. Angeregt wurde dieser Vorschlag teils von der Angst der kleineren Staaten, von den großen Staaten dominiert zu werden. Wegen der Uneinigkeit zwischen den großen und kleinen Staaten wurde eine „Grand Committee“ gebildet, in dem Mason Virginia vertrat. Dieses beschloss den „Great Compromise“, wonach in einer Zweikammerlegislative im Unterhaus die Bevölkerung proportional und im Oberhaus die Staaten vertreten werden.

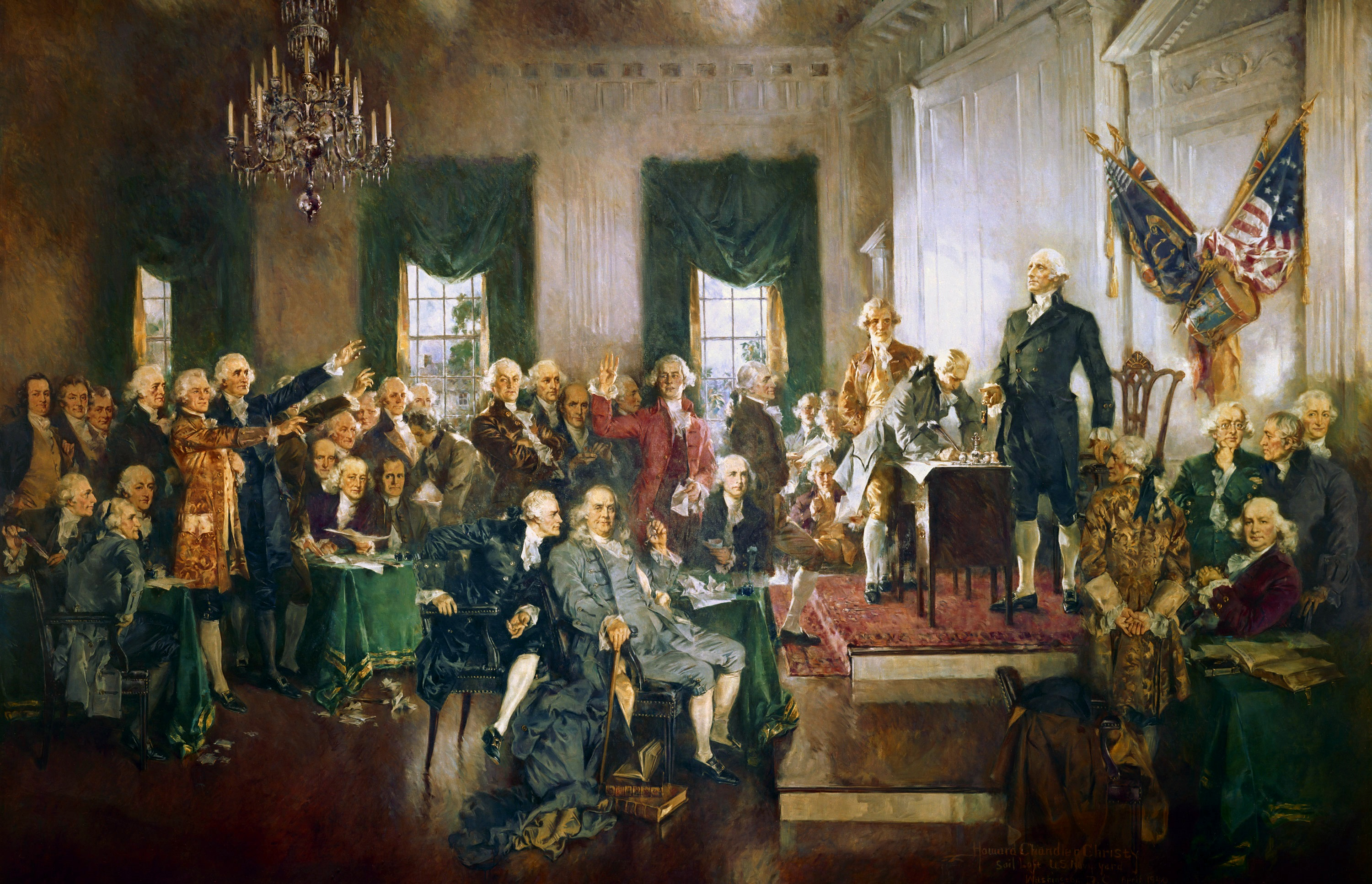
Szene bei der Unterzeichnung der Verfassung der Vereinigten Staaten. Mason fehlt, da er die Verfassung nicht unterschrieb. (Historiengemälde von Howard Chandler Christy, 1940)

Eine weitere Kontroverse ging um die Exekutive, die im Virginia-Plan eine untergeordnete Rolle gespielt hatte. Mason war ein Kritiker des Präsidentenamts, das letzten Endes beschlossen wurde. Er befürchtete, einer einzigen Person zu viel Macht zu verleihen, und schlug stattdessen ein Triumvirat als „Council of Revision“ vor. Die drei Mitglieder sollten jeweils die Südstaaten, die Mittelatlantikstaaten und die Nordstaaten vertreten. Eine direkte Volkswahl lehnte er ab. Die Vereinigten Staaten seien zu groß, als dass das Volk eine informierte Entscheidung treffen könnte. Im Gegensatz dazu befürchteten viele Delegierte, dass eine Wahl durch den Kongress die Exekutive zu sehr an die Legislative binden würde. Erst gegen Ende des Konvents wurde als Alternative das Electoral College adoptiert.
Der Sklavenhandel wurde von der Verfassung auf Treiben der Deep-South-Staaten offiziell für 20 Jahre unter Schutz gestellt. Mason hielt den Verteidigern des Sklavenhandels entgegen, dass diese die Besitzer zu schlechteren Menschen mache, Müßiggang ermutige und Innovation verhindere. Möglicherweise hatte Mason auch ein wirtschaftliches Motiv: Hätten die Deep-South-Staaten keine Sklaven mehr aus dem Ausland erhalten, wären sie auf Sklavenhändler aus Virginia angewiesen (vgl. Migrations-Generationen). Außerdem verlangte Mason höhere Hürden für Handelsgesetze, um die Interessen der Südstaaten zu schützen. Der Deep South erreichte allerdings einen Kompromiss: Im Gegenzug für den Schutz des Sklavenhandels und der Fugitive Slave Clause, wonach entflohene Sklaven zu ihren Besitzern zurückgebracht werden mussten, sollten Handelsgesetze mit einer einfachen Mehrheit verabschiedet werden. Mason empörte diese Entwicklung. Er würde eher „seine rechte Hand abhacken“, als sie auf diese Verfassung zu legen (englisch I would sooner chop off my right hand than put it to the Constitution).
In den letzten Tagen des Konventes schlug er eine Bill of Rights auf Basis jener der Bundesstaaten vor. Damit ging auch eine maßgebliche Regierungsreform einher. So sollte das Volk vor einer Tyrannei der Bundesregierung geschützt werden. Die Föderalisten entgegneten ihm, dass die Verfassung auf „enumerated powers“ (Einzelermächtigung) basiere; die Bundesregierung dürfe ohnehin nicht tyrannisch handeln, da ihr das Recht dazu nicht verliehen werde. Viele Delegierten wollten den Konvent zudem nach drei Monaten zu einem zeitigen Ende zu bringen und sich nicht mit den Einzelheiten einer Bill of Rights beschäftigen. Weshalb Mason die Bill of Rights erst so spät vorschlug, ist unbekannt. Obwohl das Fehlen ebendieser zu einem der Hauptargumente der Anti-Föderalisten, der Gegner der neuen Verfassung, wurde, hatte die Bill of Rights im Konvent nur eine untergeordnete Rolle gespielt.
Mason war zusammen mit Elbridge Gerry und Edmund Randolph einer von nur drei Delegierten, die die Verfassung nicht unterschrieben. Zuvor hatten schon einige Delegierte wie John Lansing den Konvent aus Protest verlassen.

#### Ratifikationsdebatte
Mason wurde zu einem der geistigen Anführer der Anti-Föderalisten. Seine Kritikpunkte sammelte er im kurzen Aufsatz Objections to this Constitution of Government. Mason beginnt zwar mit dem Fehlen einer Bill of Rights, legt allerdings danach den Fokus auf die grundlegenden Fragen nach dem besten Regierungssystem. Dabei wollte er vor allem eine schwächere Exekutive und ein stärkeres Unterhaus als in der vorliegenden Verfassung. Tatsächlich handeln nur drei seiner 16 Kritikpunkte von Bürgerrechten, wenn man seine Kritik am Rückwirkungsverbot hinzuzählt. Er fügte hinzu, dass die Necessary and Proper Clause (Der Kongress darf Gesetze verabschieden, die necessary und proper, also notwendig und geeignet sind.) der Bundesregierung einen Blankoscheck zu tyrannischen Handlungen gebe. Mason zog einen düsteren Schlussstrich unter die neue Verfassung: Sie werde schlussendlich zu einer Monarchie oder Aristokratie führen. Die Objections wurden zu einem der wichtigsten Streitschriften der Anti-Föderalisten. Seine anti-föderalistische Einstellung nahm Mason seine ehemalige Popularität im mehrheitlich föderalistischen Northern Neck. Dennoch gelang ihm die Wahl in den Ratifikationskonvent Virginias in Richmond.
Dort fand ab dem 2. Juni 1788 eine hitzige Diskussion statt, da beide Seiten gleichermaßen im Konvent vertreten waren. Mason forderte anfangs eine geregelte Debatte um jede einzelne Klausel der Verfassung. Es entstand jedoch eine Grundsatzdebatte zwischen den Föderalisten und Anti-Föderalisten um die notwendige Stärke der Regierung. Mason argumentierte auf Basis der Details der Regierungsform, die er anstrebte. Themen wie den direkten Schutz von Bürgerrechten oder den Schutz des Sklavenhandels sprach er weitestgehend nicht an. Die Föderalisten einigten sich als Kompromiss auf eine Bill of Rights, die der neuen Bundesregierung vorgeschlagen werden sollte. Diese basierte auf der Virginia Bill of Rights. Die Anti-Föderalisten forderten, diese Bill of Rights zu einer Bedingung für die Ratifikation zu machen, wurden jedoch überstimmt.

### Lebensabend
In seinen letzten drei Lebensjahren bekleidete Mason wegen einer sich verschlimmernden Gicht keine höheren politischen Ämter mehr, auch nachdem ihm das mehrheitlich anti-föderalistische House of Burgesses das Senatorenamt des verstorbenen William Grayson angeboten hatte. Die neu eingeführte Bill of Rights begrüßte er, verlangte aber dennoch eine grundlegende Verfassungsreform. Washingtons föderalistische Regierungspolitik, die stark vom Finanzminister Hamilton geprägt wurde, lehnte er klar ab. Wie viele Virginier warf er der Regierung vor, in die Hände der Spekulanten der Nordstaaten gefallen zu sein und nahezu monarchistischen Pomp zu zeigen.
Mason starb mit 66 Jahren am 7. Oktober 1792 auf seinem Anwesen Gunston Hall. Laut zeitgenössischen Quellen war die Gicht im Magen die Todesursache. Seine Sklaven vererbte er alle an seine neun Kinder.

## Nachleben

### Historische Bewertung und Persönlichkeit

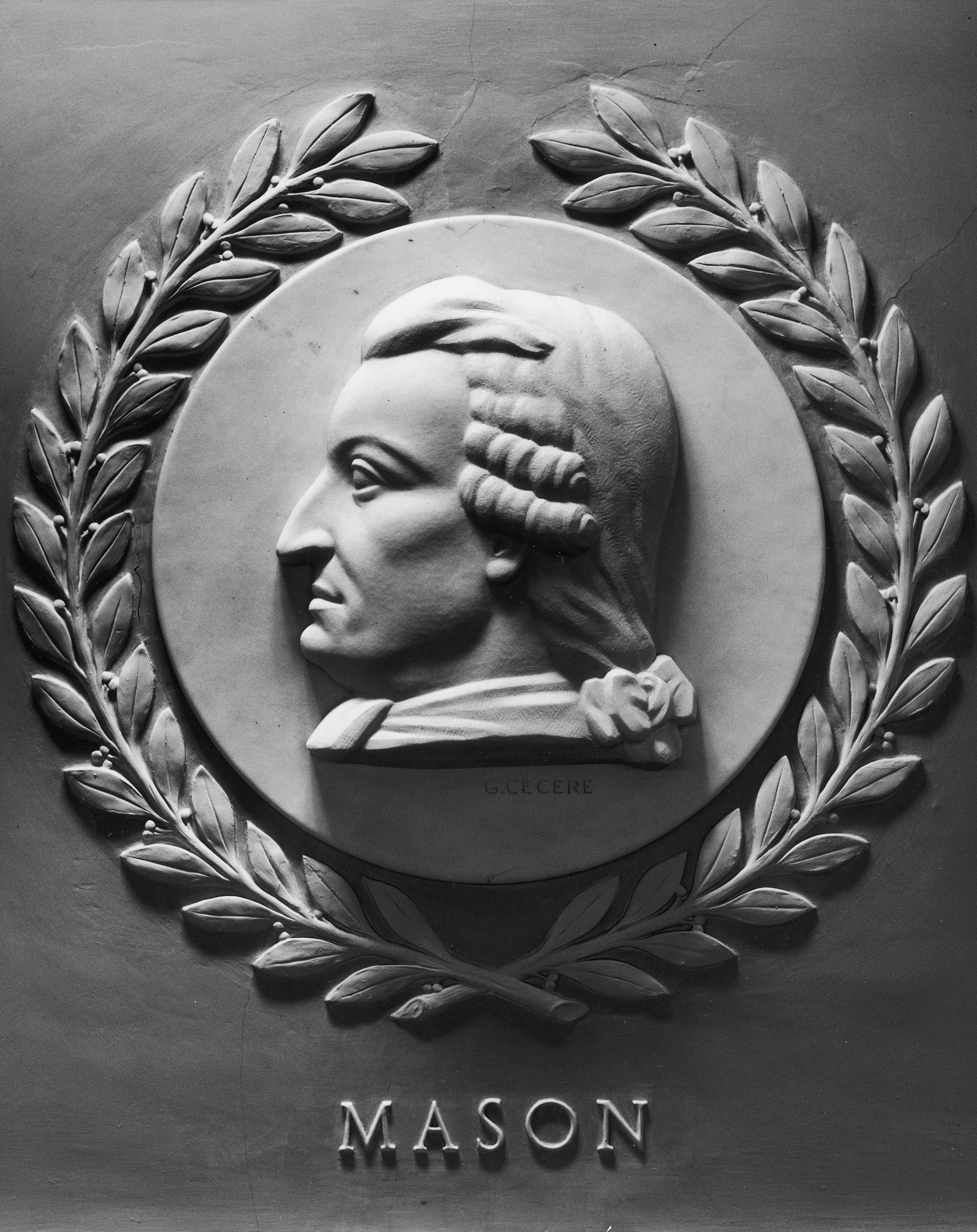
Bildnis Masons im Kapitol

Mason zählt zur zweiten Reihe der Gründerväter, hinter bekannteren wie Thomas Jefferson oder James Madison. Jeff Broadwater führt hierfür mehrere Erklärungsmöglichkeiten auf: Mason nahm wegen seines frühen Todes 1792 im Gegensatz zu Washington oder Jefferson keine Führungsrolle in der jungen Republik ein. Des Weiteren wurde er als Anti-Föderalist in der amerikanischen Geschichtsschreibung oft als „schlechter Verlierer“ und Gegner einer starken Bundesregierung dargestellt. Vor allem habe Mason aber nie versucht, sein historisches Erbe zu bewahren; er schrieb weder Memoiren noch sammelte er seine Werke. Außerdem nahm er in Ereignissen der Amerikanischen Revolution, die im amerikanischen Geschichtsverständnis eine besondere Rolle einnehmen, keine Führungsrolle ein. So wie John Adams repräsentiere er auch eine Reihe politischer Grundsätze, die nicht in das moderne amerikanische Geschichtsverständnis passten. Von vielen Biografen wird Masons fehlende Geduld für Meinungsverschiedenheiten und sein damit einhergehendes Desinteresse an der Tagespolitik hervorgehoben. In verschiedenen Privatbriefen sprach er von seiner Verachtung für die vielen „nutzlosen“ Politiker, die mit ihm auf Konventen dienten. Seine Familie schilderte ihn als eine sehr zurückgezogene Person, die viel Zeit alleine mit Büchern und Spaziergängen verbrachte. Dieses Temperament habe seine politische Laufbahn, so der Historiker Brent Tarter, behindert. Seinen Dienst für die Öffentlichkeit hielt er für eine Last, eine Einschränkung seiner Freiheit. Daher war seine politische Karriere vergleichsweise kurz.
Mason schrieb mit der Virginia Declaration of Rights eine der Kernstücke der amerikanischen Aufklärung und die erste moderne Bill of Rights. Sie basierte teils auf dem angelsächsischen Rechtssystem, z. B. der englischen Bill of Rights, aber auch auf der Aufklärung, besonders dem Werk des Philosophen John Locke. Beachtung fand die Declaration vor allem als eine aufschlussreiche Zusammenfassung der Forderungen der US-amerikanischen Kolonisten. Masons Werk fand in den übrigen 13 Kolonien und im Revolutionären Frankreich (vgl. Erklärung der Menschen- und Bürgerrechte) viele Nachahmer. So paraphrasierten Thomas Jefferson in der Präambel zur Unabhängigkeitserklärung und James Madison in der Bill of Rights teils Mason. Als Beispiel hierfür wird vom Historiker Daniel L. Dreisbach auch die Religionsfreiheit genannt. Die Reformen der Beziehung zwischen Staat und Kirche wurden in Virginia nämlich einige Jahre lang vom 16. Artikel der Declaration of Rights geprägt. Die Virginia Declaration of Rights gilt als sein größter Erfolg, für den er heute als Verteidiger liberaler Ideale geehrt wird. Die Verfassung von Virginia wird hingegen wegen der Übermacht des House of Delegates, das auf Grund von Rotten Boroughs die Bevölkerung Virginias nicht genau repräsentierte, kritischer gesehen. Tarter meint zu Masons Beteiligung an der Amerikanischen Revolution, dass er seine Rechte und Freiheiten als Engländer habe bewahren wollen und damit eine grundlegend konservative Rolle gespielt habe. Das habe dazu geführt, dass die von ihm entworfene Verfassung keine extremen Unterschiede zur Kolonialregierung aufwies. So sei das stärkste Regierungsorgan das Unterhaus, das zum Schutz vor der Exekutive diente – ein Überbleibsel des Denkens der Whigs in England, die sich mit dem House of Commons gegen den König wehren wollten. Für sein Verfassungsdenken war es von hoher Bedeutung gewesen, ein gut funktionierendes, zwischen verschiedenen Interessengruppen ausgeglichenes System zu schaffen. Dieses müsse sich eigenständig gegen Korruption im Inneren wehren können, die Mason für unausweichlich hielt. Masons Verfassung sei unterm Strich wenig revolutionär gewesen.
Während des Verfassungskonvents war er einer der bedeutendsten und produktivsten Delegierten und arbeitete anfangs auf eine starke Nationalregierung hin. Die Gründe dafür, dass er Anti-Föderalist wurde, sind vielseitig. Oft werden sein Bestehen auf eine Bill of Rights und seine Tendenzen zum Abolitionismus und der Doktrin der States’ Rights genannt, doch betont die neuere Forschung andere Themenfelder. Er befürchtete laut dieser eher, dass die neue Regierungsform nicht ausreichend vor Korruption gewappnet sei und eine Tyrannei werden könne, insbesondere angesichts des Ungleichgewichts zwischen Nord- und Südstaaten. Mason sah die Pflanzer des Südens von Kaufleuten aus dem Norden bedroht. Tarter fügt hinzu, dass Masons stures Bestehen auf seine eigene Vision mit den politischen Realitäten der Zeit und den Kompromissen, die die Verfassung ermöglichten, nicht vereinbar gewesen seien. Vertraute wie George Washington erklärten seinen Anti-Föderalismus damit, dass er nicht zugeben wollte, dass er im Unrecht lag.
Seine Beziehung zur Sklaverei ist ein weiteres Streitthema der Forschung. Ende des 19. Jahrhunderts avancierte er bei einigen Historikern des Lost-Cause-Mythos, allen voran bei seiner Nachfahrin Kate Mason Rowland, als Verteidiger der States’ Rights zu ihrem Helden. Seine Kategorisierung als einen Abolitionisten lehnte Rowland ausdrücklich ab. Später haben Historiker oft die Auffassung wiederholt, dass Mason ein Abolitionist gewesen sei. Moderne Studien zu Mason sind zum Schluss gekommen, dass er wie viele seiner Zeitgenossen ein ambivalentes Verhältnis zur Sklaverei hatte. Obwohl er Sklavenhalter war und keine seiner Sklaven freiließ, sprach er sich in der Öffentlichkeit mehrmals gegen die Sklaverei aus – nicht nur, weil sie unmoralisch sei, sondern auch, weil sie der weißen Bevölkerung schade. Darin ähnelte er Zeitgenossen wie Richard Henry Lee und Patrick Henry. Politisch gesehen unternahm er nur etwas gegen den Sklavenhandel, womöglich auch aus wirtschaftlichem Kalkül. Eine hohe Nachfrage nach neuen Sklaven war in Virginia nämlich nicht mehr vorhanden. Tatsächlich schlug er vor, die eigentliche Sklaverei in der Verfassung explizit vor staatlichen Eingriffen zu schützen. Einige Historiker wie Duncan J. MacLeod sind daher der Ansicht, dass Mason in Wirklichkeit nach einer Stärkung der Sklaverei gestrebt habe.

### Ehrungen
Nach ihm wurde die George Mason University im Fairfax County benannt. Das George Mason Memorial in Washington, D. C. erinnert an ihn. Außerdem tragen mehrere Countys seinen Namen.